# Hallucigenia
Hallucigenia is een geslacht van uitgestorven diersoorten uit het Midden-Cambrium. Twee soorten van deze zeedieren zijn bekend van fossiele vondsten: H. sparsa werd in 1911 gevonden door Charles Doolittle Walcott in de leisteen van de Burgess Shale in het Canadese Yoho National Park. De tweede soort H. fortis werd in 1995 ontdekt door Hou Xianguang en Jan Bergström in de Heilinpu-formatie in de Chinese provincie Yunnan, de locatie van de biota van Chengjiang.

## Kenmerken
Hallucigenia lijkt fysiek dicht bij de dierlijke stam van de fluweelwormen (onychoforen) te staan en wordt samen met enkele andere problematische fossielen (bijvoorbeeld Aysheaia, Xenusion, Luolishania) geclassificeerd als een lid van de Lobopodia. Het dier was een halve tot drie centimeter lang, had een wormachtig lichaam en volgens de huidige reconstructies had het dier twee rijen tentakelachtige ledematen aan de onderkant van het lichaam, terwijl de bovenkant was versterkt met twee rijen stekelvormige uitsteeksels.
Aangezien de vroege dertig fossiele vondsten uit Canada aanvankelijk slechts één rij tentakels vertoonden en het vermoedelijke hoofdgebied slecht was bewaard, werden in de loop van de tijd verschillende pogingen tot reconstructie gedaan, die nu als onjuist worden beschouwd. Conway Morris nam slechts één rij tentakels aan en verwisselde de boven- en onderkant, evenals de voor- en achterkant in zijn afbeelding van Hallucigenia. Hallucigenia zou de stekelige verlengingen als steunen of benen hebben gebruikt en voedsel met de tentakels hebben ingenomen. Vandaar de geslachtsnaam: de bizarre aanblik zou de waarnemer de indruk geven dat hij hallucinogenen had ingeslikt.
De tegenwoordig erkende reconstructie komt van Lars Ramsköld, die in 1992 voor het eerst sporen van de tweede rij tentakels kon ontdekken en deze dus kon identificeren als ledematen die waarschijnlijk werden gebruikt voor voortbeweging. Aan de uiteinden zaten klauwen, zoals je ze kunt vinden bij de tegenwoordig levende onychoforen en tardigrada.

## Tijdelijke classificatie
Gemineraliseerde stekels en platen (scleriet) van sommige gepantserde lobopoden, die overeenkomsten hebben met Hallucigenia (Microdictyon, Cardiodictyon, Onychodictyon), maken deel uit van de zogenaamde 'Small Shelly-fossielen', een groep kleine, schelpdragende microfossielen van het Onder-Cambrium (beginnend vóór ca. 542 miljoen jaar), die zijn bewaard gebleven. Locaties zoals de Burgess-formatie en de Heilinpu-formatie, waar de zachte delen van het lichaam van deze dieren werden bewaard als gevolg van gunstige omstandigheden, zijn zeer zeldzaam. Het is daarom moeilijk om precies te bepalen in welke periode Hallucigenia leefde. De Chinese vondsten dateren van ongeveer 522 miljoen jaar geleden, de Canadese vondsten zijn ongeveer 505 miljoen jaar oud.

## Naamgeving
Charles D. Walcott classificeerde aanvankelijk de gevonden exemplaren als Canadia sparsa, samen met verschillende anderen, de borstelwormen (Polychaeta) die behoren tot de ringwormen (Annelida) en een priapulida onder de geslachtsnaam Canadia als polychaeta. De geslachtsnaam Hallucigenia werd in 1977 geïntroduceerd door Simon Conway Morris toen hij een aantal problematische fossielen uit de collectie van Walcott opnieuw onderzocht en classificeerde. Hij koos de naam, verwijzend naar het bizarre uiterlijk van de fossielen, die hem leek te komen uit een hallucinatie.

## Afbeeldingen

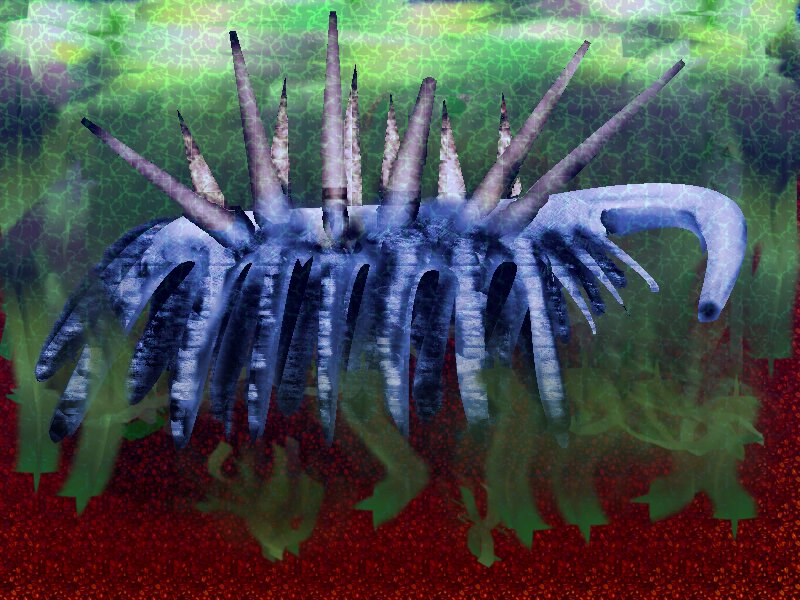
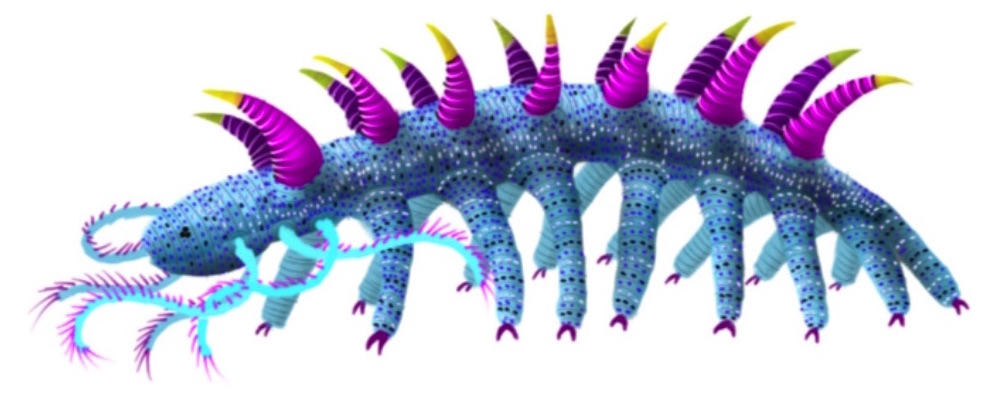
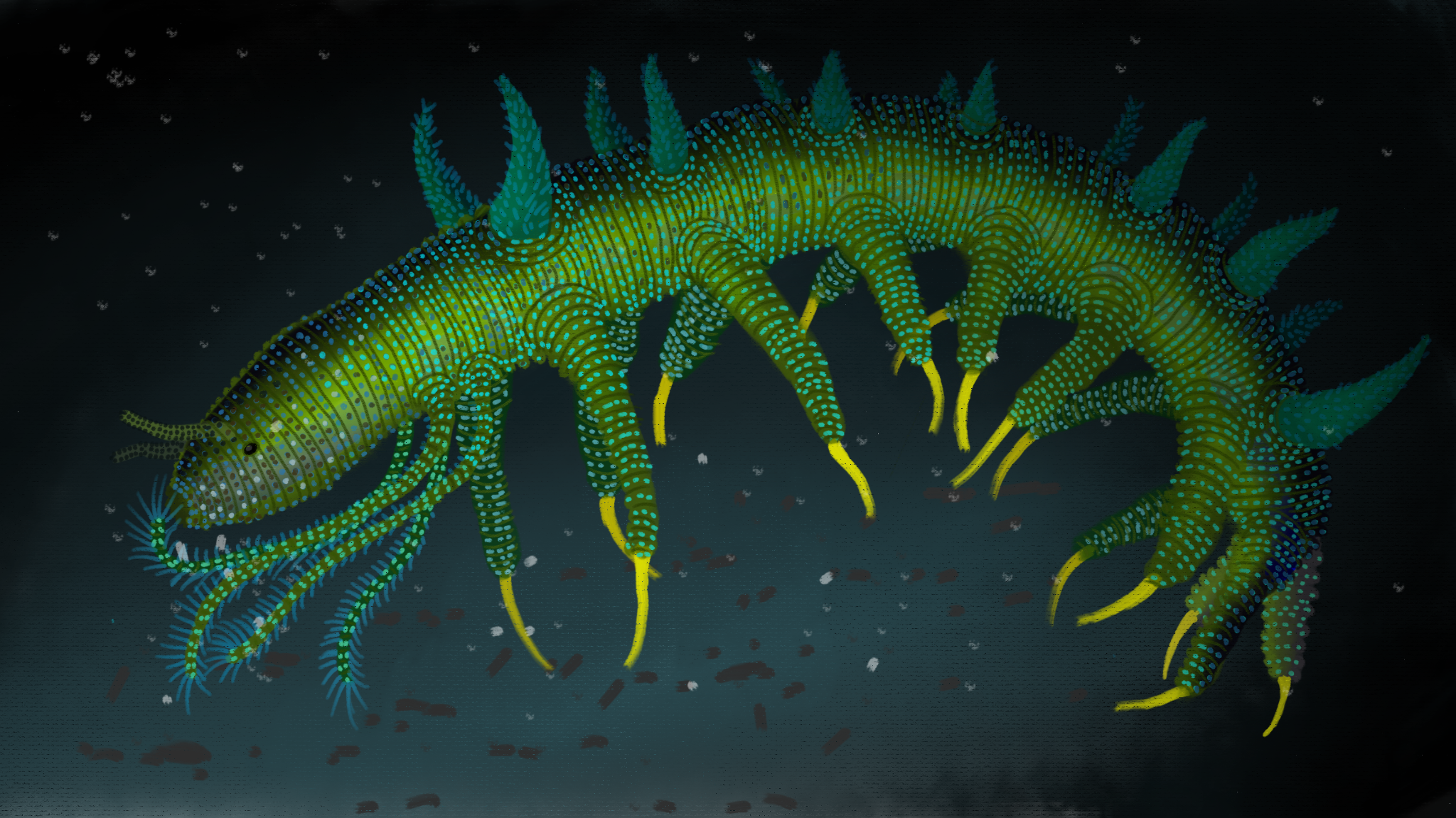
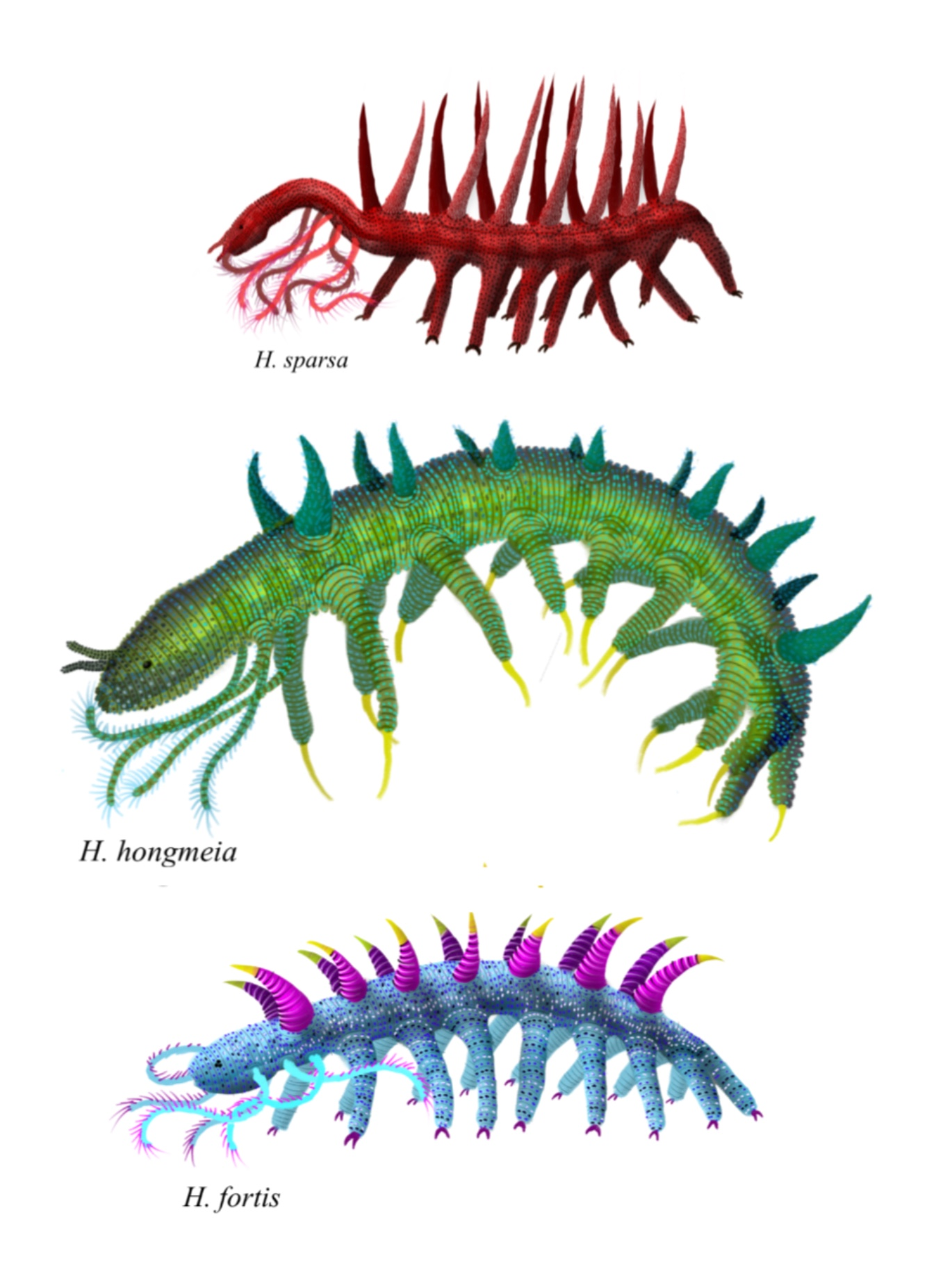